# Чемпіонат України з футболу серед аматорів 2025—2026
Чемпіонат України з футболу серед аматорських команд 2025—2026 — 30-й чемпіонат України серед аматорів. Організатор чемпіонату — Асоціація аматорського футболу України (ААФУ).

## Регламент змагань
Змагання складається з групового етапу та етапу плей-оф.
На груповому етапі 18 команд, розділених на дві групи, грають двоколовий турнір за круговою системою.
Фінальний етап змагань буде проведений у форматі плей-оф, до якого увійдуть 8 команд. Стадії 1/4 фіналу та 1/2 фіналу складатимуться з двох матчів, один з яких проводитиметься вдома, а інший — на виїзді. Фінальний матч проводитиметься на нейтральному полі.
За підсумками фінального матчу визначиться чемпіон і срібний призер чемпіонату. Команди, що вибудуть зі змагань на стадії 1/2 фіналу плей-оф, отримають звання бронзових призерів чемпіонату.

## Учасники
| Команда               | Населений пункт                        | Стадіон                            |         |         |         |
| Група 1               | Група 1                                | Група 1                            | Група 1 | Група 1 | Група 1 |
| --------------------- | -------------------------------------- | ---------------------------------- | ------- | ------- | ------- |
| «Агрон»               | с. Великі Гаї (Тернопільська область)  | «Сокіл»                            |         |         |         |
| ВІВАД                 | с-ще Романів (Житомирська область)     | Центральний                        |         |         |         |
| «Дністер»             | Заліщики (Тернопільська область)       | «Дністер»                          |         |         |         |
| «Колос»               | Полонне (Хмельницька область)          | «Полонь»                           |         |         |         |
| «Корміл»              | Яворів (Львівська область)             | ім. Є. Смука                       |         |         |         |
| «Коростень/Агро-Нива» | Коростень (Рівненська область)         |                                    |         |         |         |
| ФК «Костопіль»        | Костопіль (Рівненська область)         | «Колос»                            |         |         |         |
| «Маяк»                | Сарни (Рівненська область)             |                                    |         |         |         |
| ФК «Миколаїв»         | Миколаїв (Львівська область)           | Міський                            |         |         |         |
| ФК «Тростянець»       | с. Тростянець (Волинська область)      | Сільський                          |         |         |         |
| Група 2               |                                        |                                    |         |         |         |
| «Авангард»            | Лозова (Харківська область)            | Юріївського ліцею (с-ще Юріївка)   |         |         |         |
| «Агротех»             | с. Тишківка (Кіровоградська область)   | «Ліцей-Арена»                      |         |         |         |
| «Карбон»              | Черкаси                                | НТБ ФК ЛНЗ (с. Геронимівка)        |         |         |         |
| «Нафтовик»            | Охтирка (Сумська область)              | «Нові Санжари» (с-ще Нові Санжари) |         |         |         |
| «Олімпія»             | с. Савинці (Полтавська область)        | «Старт» (Миргород)                 |         |         |         |
| ФК «Рокита»           | с. Рокита (Полтавська область)         |                                    |         |         |         |
| «Стандарт»            | с-ще Нові Санжари (Полтавська область) | «Нові Санжари»                     |         |         |         |
| «Точка»               | Одеса                                  |                                    |         |         |         |

 — дебютанти сезону

## Турнірна таблиця
| М  | Команда               | І | В | Н | П | РМ  | О |
| -- | --------------------- | - | - | - | - | --- | - |
| 1  | ФК «Тростянець»       | 1 | 1 | 0 | 0 | 3−1 | 3 |
| 2  | ВІВАД                 | 1 | 1 | 0 | 0 | 2−1 | 3 |
| 3  | «Агрон»               | 1 | 1 | 0 | 0 | 1−0 | 3 |
| 4  | «Дністер»             | 1 | 0 | 1 | 0 | 0−0 | 1 |
| 5  | «Корміл»              | 1 | 0 | 1 | 0 | 0−0 | 1 |
| 6  | «Коростень/Агро-Нива» | 1 | 0 | 1 | 0 | 0−0 | 1 |
| 7  | «Маяк»                | 1 | 0 | 1 | 0 | 0−0 | 1 |
| 8  | «Колос»               | 1 | 0 | 0 | 1 | 1−2 | 0 |
| 9  | ФК «Костопіль»        | 1 | 0 | 0 | 1 | 0−1 | 0 |
| 10 | ФК «Миколаїв»         | 1 | 0 | 0 | 1 | 1−3 | 0 |

| М | Команда    | І | В | Н | П | РМ  | О |
| - | ---------- | - | - | - | - | --- | - |
| 1 | «Авангард» | 1 | 1 | 0 | 0 | 4−2 | 3 |
| 2 | «Рокита»   | 1 | 1 | 0 | 0 | 2−1 | 3 |
| 3 | «Агротех»  | 0 | 0 | 0 | 0 | 0−0 | 0 |
| 4 | «Нафтовик» | 0 | 0 | 0 | 0 | 0−0 | 0 |
| 5 | «Стандарт» | 0 | 0 | 0 | 0 | 0−0 | 0 |
| 6 | «Точка»    | 0 | 0 | 0 | 0 | 0−0 | 0 |
| 7 | «Карбон»   | 1 | 0 | 0 | 1 | 1−2 | 0 |
| 8 | «Олімпія»  | 1 | 0 | 0 | 1 | 2−4 | 0 |